# آشپزی بلاروسی

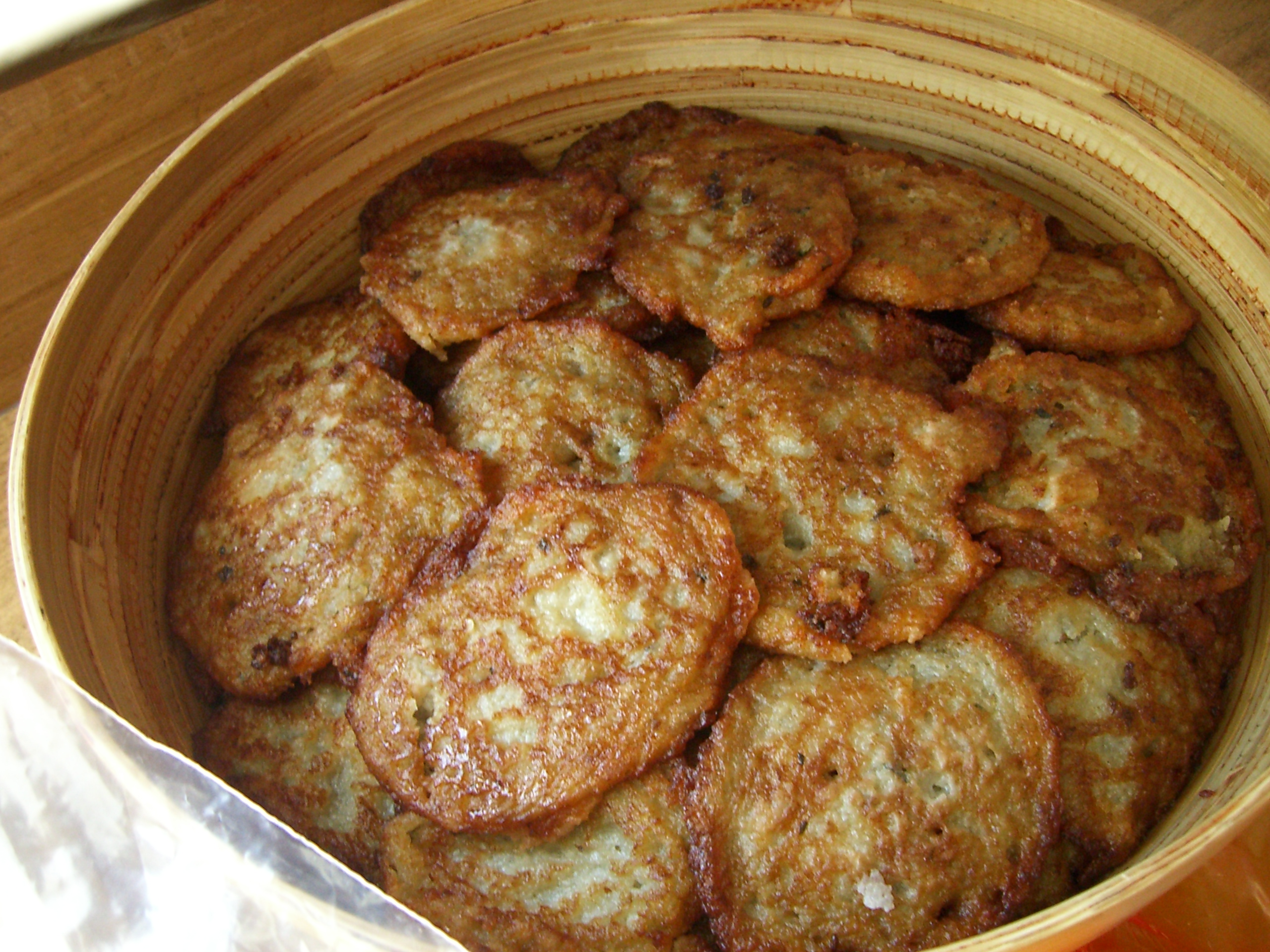
درانیکی درون یک ظرف غذای سنتی

آشپزی بلاروسی (به انگلیسی: Belarusian cuisine) شباهت‌های زیادی به آشپزی کشورهای اروپای شرقی، مرکزی و شمالی دارد، که به‌طور عمده مبتنی بر گوشت و انواع سبزیجات متنوع منطقه است.

## گوشت

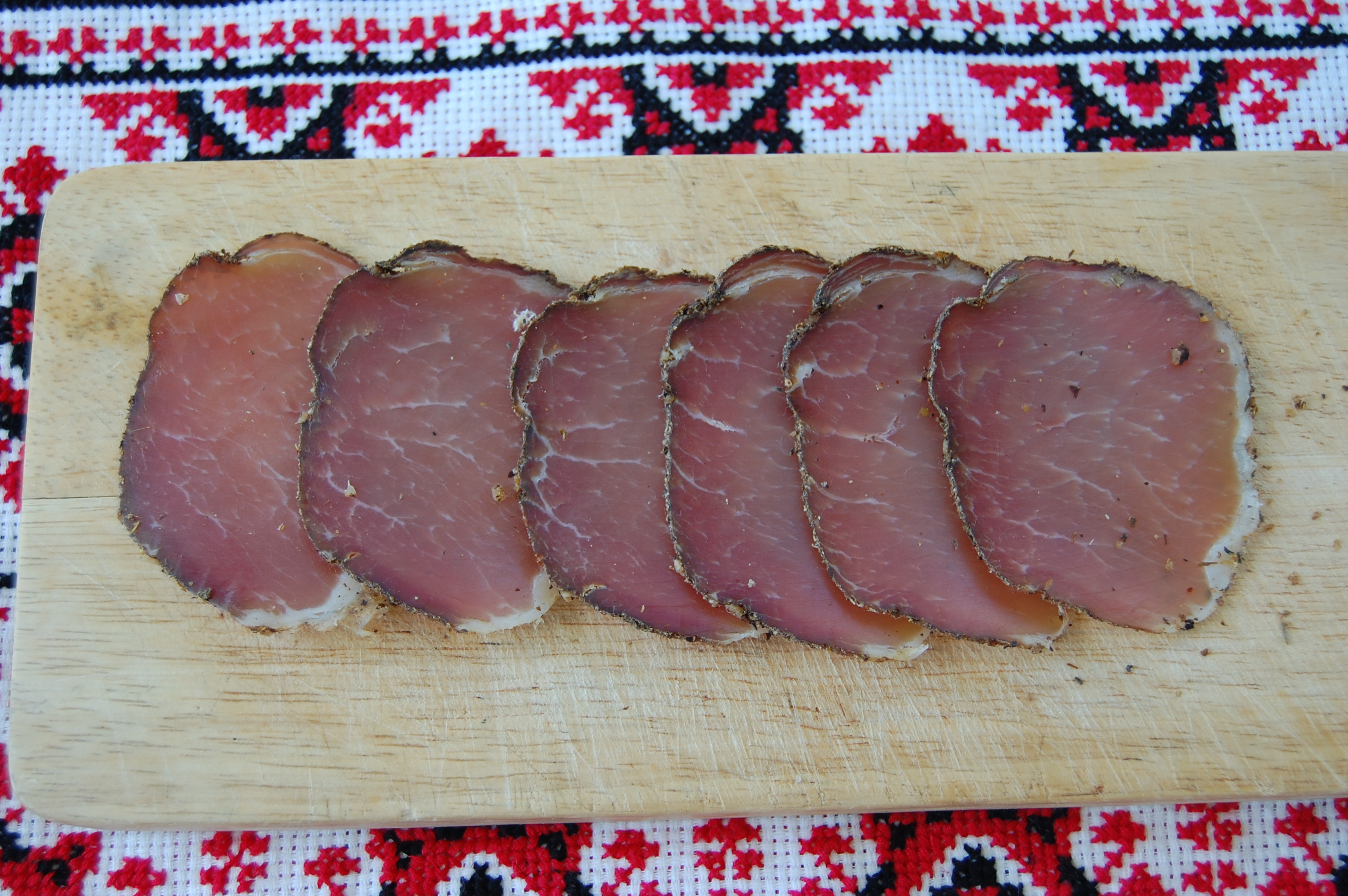
گوشت بلاروسی

تهیه گوشت برای بیشتر مردم به سختی امکان‌پذیر بود، و در اصل تنها در تعطیلات اصلی مسیحی مصرف می‌گردید، بلا روس‌ها کمتر تمایل به مصرف گوشت گوسفند و گاو داشته و بیشتر مشتاق مصرف گوشت خوک هستند. رایج‌ترین آن سوسیس گوشت خام خوک - روده خوک پر شده با گوشت چرخ‌کرده یا خرد شده با چاشنی نمک، فلفل و سیر - بود. نام رایج آن - فینگر سوسیس (بلاروسی: каўбаса, «пальцам пханая» یا به اختصار пальцоўка) است- که توصیف گویایی از تکنولوژی تولید قدیمی در دسترس قرار می‌داد.